# Rektorat Bożego Miłosierdzia w Krakowie (Stare Miasto)
Rektorat Bożego Miłosierdzia w Krakowie – rektorat rzymskokatolicki, znajdujący się w archidiecezji krakowskiej, w dekanacie Kraków-Centrum.